# Austrotengella monteithi
Espèce
Austrotengella monteithi est une espèce d'araignées aranéomorphes de la famille des Zoropsidae.

## Distribution
Cette espèce est endémique du Queensland en Australie. Elle se rencontre sur le plateau Cooran et de Cooloola à l'île Stradbroke-Nord.

## Description
La carapace du mâle holotype mesure 4,43 mm de long sur 3,58 mm et l'abdomen 3,69 mm de long sur 2,27 mm. La carapace de la femelle paratype mesure 3,99 mm de long sur 3,65 mm et l'abdomen 4,40 mm de long sur 3,05 mm.

## Étymologie
Cette espèce est nommée en l'honneur de Geoff B. Monteith.

## Publication originale
- Raven, 2012 : Revisions of Australian ground-hunting spiders. V. A new lycosoid genus from eastern Australia (Araneae: Tengellidae). Zootaxa, no 3305, p. 28-52.